# Воња Сото (Верчели)
Воња Сото је насеље у Италији у округу Верчели, региону Пијемонт.
Према процени из 2011. у насељу је живело 5 становника. Насеље се налази на надморској висини од 1279 м.